# Schistostege fortificata
Schistostege fortificata là một loài bướm đêm trong họ Geometridae.